# Szejbanidzi
Szejbanidzi, (pers. شیبانیان) (albo Szibanidzi) – dynastia pochodzenia mongolskiego, później jednak sturkizowana, której pierwotna siedziba znajdowała się na terenie Niebieskiej Ordy, rządząca następnie w Chanacie Syberyjskim, w Chanacie Buchary do roku 1599 oraz w Chanacie Chiwy do roku 1764.

## Etymologia
Nazwa dynastii pochodzi od poetyckiego pseudonimu Szibani (1500 - 1510), pod jakim był ogólnie znany ówczesny przywódca Szejbanidów, Muhammad Szah Bacht, który za swojego życia na czele Uzbeków podbił Azję Środkową. Szibani-chan przyjął jednak swój pseudonim na cześć Szibana (jego imię w jego mongolskiej formie brzmiało  „Siban”), czwartego syna Dżocziego, od którego wywodził się jego ród, stąd pośrednio nazwa dynastii pochodzi po prostu od jej eponimicznego protoplasty. Późniejsza literacka tradycja Azji Środkowej była prawdopodobnie nieświadoma pochodzenia pseudonimu Szibaniego i szybko skojarzyła go ze znanym arabskim „Szejban” (zobacz plemię Banu Szejban). Stąd „Szibani-chan” stał się „Szejbani-chanem”, a „Szibanidzi” „Szejbanidami”. Ostatecznie przyjęła się właśnie ta ostatnia forma nazwy dynastii.

## Historia

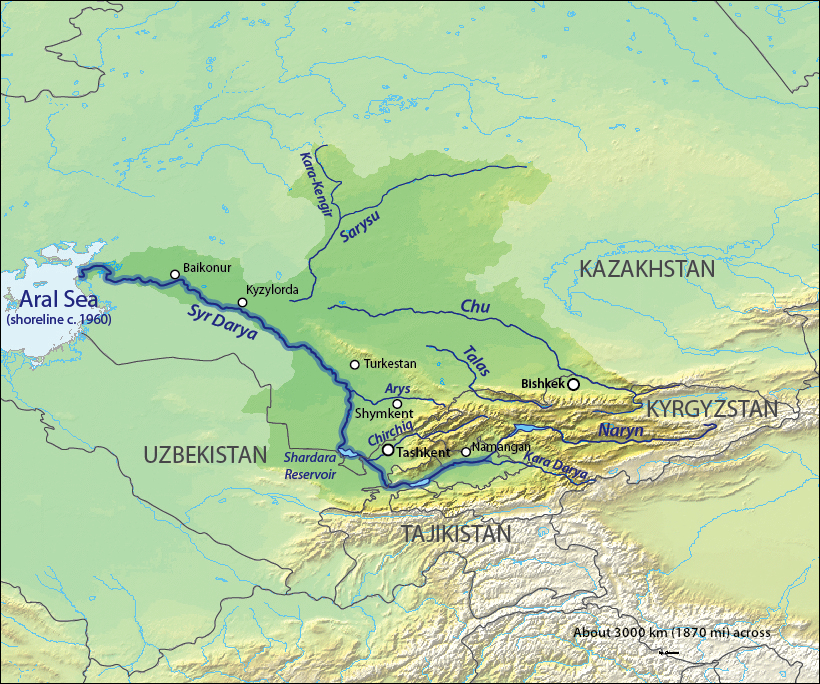
Syr-daria, Czu i Sari-su na tle współczesnych granic państwowych

Historia Szejbanidów rozpoczyna się zatem wraz z Szibanem, któremu jego starszy brat Batu (1227 - 1255) wyznaczył jako ułus tereny bezpośrednio na wschód od jego własnego obozu (ordu) w dolnym biegu Wołgi. Stąd Sziban miał w lecie obozować w rejonie rzek Ural i Irgiz, a zimą na terenie Kara-kum i wzdłuż Syr-darii aż do rejonu rzek Czu i Sari-su. Te tereny miały być macierzystymi ziemiami Szejbanidów. Początkowo byli oni zaliczani do prawego skrzydła Złotej Ordy, jednak gdzieś w pierwszej połowie XIV wieku związali się z jej lewym skrzydłem, tzw. Niebieską Ordą. Po tym jak po śmierci Berdibeka (1357 - 1359) na prawym skrzydle Złotej Ordy zapanowała anarchia Szejbanidzi próbowali swojego szczęścia na zachodzie. Szejbanida Chidr (1360 - 1361) zabił chana Newruza (1359 - 1360) i przez krótki czas okupował Saraj. W tym samym czasie jego krewni Pułat wraz z synem Arabszahem zdobyli Kazań. Żadna z tych zdobyczy nie miała trwałego charakteru i w roku 1373 Urus-chan (1362 - 1377) z rodu Togaj-Timurydów obalił rządy rodziny Chidra. Ostatecznie na trwałe tron Złotej Ordy zdobył dopiero kuzyn Urusa, Toktamysz (ok. 1375 - ok. 1406).
Po śmierci Pułata, który był piątym kolejnym potomkiem Szibana, wśród Szejbanidów wyodrębniły się dwie linie, wywodzące się od jego synów Arabszaha i Ibrahima Oghłana. W stosunku do pierwszych z nich we współczesnej historiografii używa się nazwy Arabszahidzi, zaś w stosunku do drugich Abulchajrydzi, od wnuka Ibrahima Oghłana Abulchajra (1428 - 1468). W drugiej połowie XIV wieku koczownicza populacja Deszt-i Kipczak stała się znana jako Uzbecy. O władzę nad nią walczyło kilku Szejbanidów. Jeden z nich, Hadżdżi Muhammad (zm. 1430) po tym, jak został pokonany przez chana Niebieskiej Ordy Boraka (ok. 1423 - ok. 1428) wycofał się na teren zachodniej Syberii z jej centrum w Kizil-Tura. Część uczonych uważa go za założyciela Chanatu Syberyjskiego. Hadżdżi Muhammad został zabity przez Abulchajra w roku 1430 jednak jego potomkowie kontynuowali prowadzoną ze zmiennym szczęściem walkę o władzę nad Syberią z miejscowym rodem Tajbughidów. Ostatni chan syberyjski, Kuczum (1563 - 1598), był potomkiem Hadżdżi Muhammada.

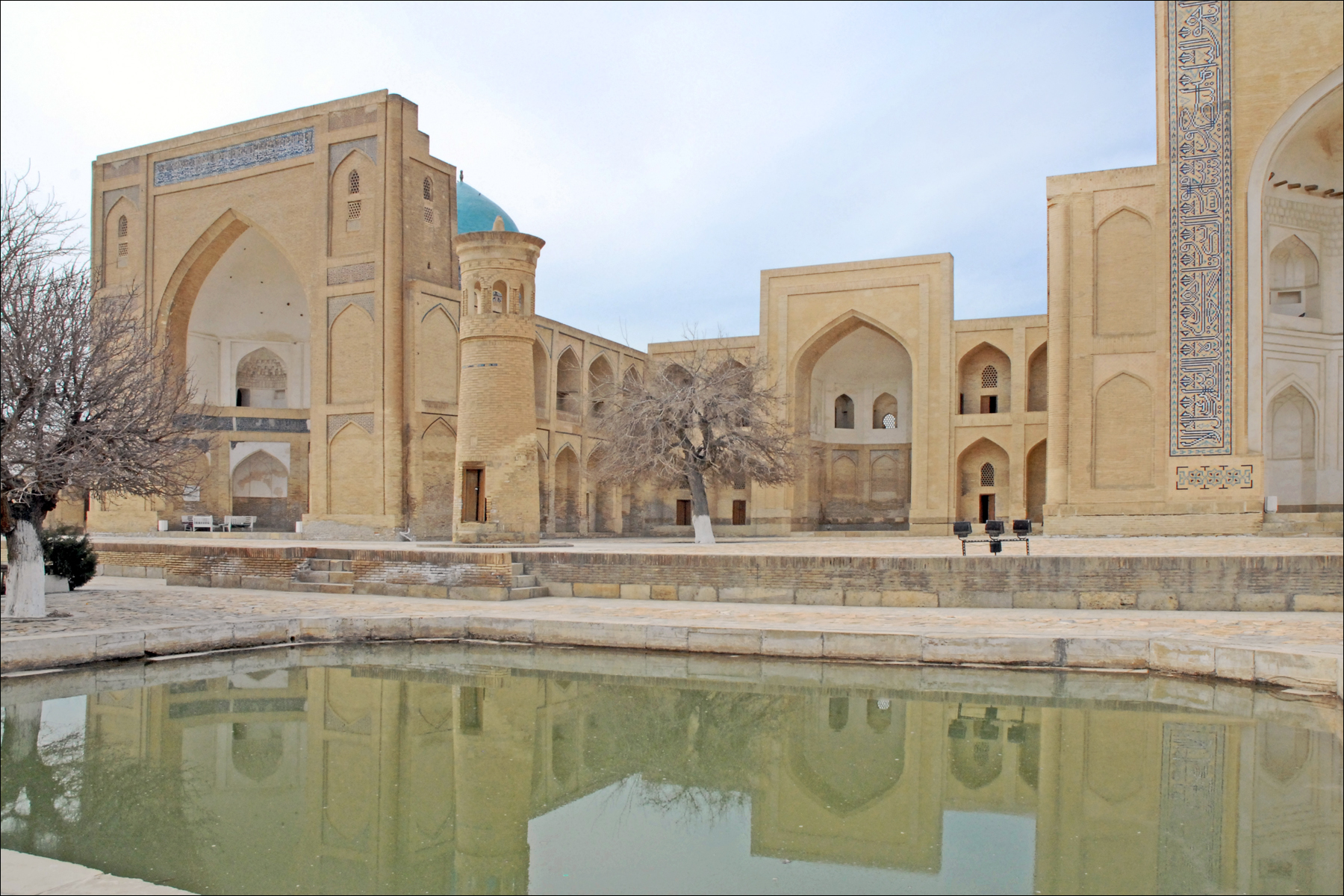
Wzniesiony na polecenie Szejbanidów z Buchary Kompleks Czar Bakr

Abulchajrowi udało się zjednoczyć pod swoją władzą większość Uzbeków i przeprowadzić szereg udanych kampanii przeciwko terytorium Timurydów, jednak po jego śmierci w roku 1468 stworzona przez niego konfederacja rozpadła się. Uzbeków skupił ponownie wokół siebie wnuk Abulchajra, wspomniany na samym początku niniejszego artykułu Szibani-chan, który w latach 1500 do 1510 podbił Azję Środkową. W roku 1510 zginął on jednak w walce z Isma'ilem (1501 - 1524) z dynastii Safawidów. Po jego śmierci jego zdobycze zostały utracone na rzecz Isma'ila i współdziałającego z nim Babura (1494 - 1530) z dynastii Timurydów. W roku 1512 jego wuj Sujundżuk i bratanek Ubajd Allah (1533 - 1539) przeprowadzili udane ataki na odpowiednio Taszkent i Bucharę, po czym jeszcze w tym samym roku Abulchajrydzi odbili także Samarkandę z rąk Babura. Był to właściwy początek istnienia Chanatu Buchary, którego pierwszym chanem został syn Abulchajra Kuczkunczi (1512 - 1530). Abulchajrydzi rządzili w Chanacie Buchary do roku 1599, kiedy zastąpili ich Togaj-Timurydzi.
Przez cały XV wiek Arabszahidzi, druga gałąź Szejbanidów, utrzymywała władzę nad pewną częścią Uzbeków. Po śmierci Szibani-chana wykorzystali oni nadarzającą się okazję i w roku 1511 działając pod przywództwem Ilbarsa (1511 - 1525) zajęli Chorezm. W ten sposób doszło do utworzenia drugiego państwa Szejbanidów w Azji Środkowej, Chanatu Chiwy. Arabszahidzi panowali w nim faktycznie do przełomu XVII i XVIII wieku, jednak także później okazjonalnie pojawiali się na tronie jako marionetkowi chanowie powoływani przez dzierżących rzeczywistą władzę wodzów z plemienia Kongiratów. Ostatni nominalny chan Chiwy z rodu Arabszahidów zakończył swoje panowanie w roku 1764.